# Shiena Nishizawa
Shiena Nishizawa née le 23 février 1997 à Saitama, est une chanteuse japonaise.

## Biographie
Elle a signé avec Sacra Music sous Sony Music Entertainment. Elle a remporté le Grand Prix lors de la première FlyingDog Audition en 2014. Elle a sorti son premier single "Fubuki" en 2015, et son premier album "Break Your Fate" en 2017,.
La musique de Nishizawa a été influencée par son père, ainsi que par des artistes tels que Dave Grohl. Ses chansons ont été présentées dans des séries anime telles que Kantai Collection et The Asterisk War. Elle est également apparue lors d'événements d'anime en Europe et en Asie. En avril 2017, elle a ouvert son fanclub officiel Face to Face. En juillet 2019, elle a commencé à utiliser son nouveau nom de scène Exina et elle a rejoint Sacra Music sous Sony Music Entertainment.